# Åkerkårel
Åkerkårel (Erysimum cheiranthoides) är en ettårig meterhög ört med gula blommor som blommar från juni till september. Den förekommer i hela Sverige. Höjden är 20-60 cm. 

## Synonymer
- Åkergyllen[1]